# Herinneringsmedaille Internationale Missies
De Herinneringsmedaille Internationale Missies (tot 1 juli 2016 Herinneringsmedaille Vredesoperaties (HVO) genaamd) is een Nederlandse onderscheiding voor Nederlandse militairen en burgers die hebben deelgenomen aan vredesoperaties. De onderscheiding kan ook aan buitenlanders worden uitgereikt die onder Nederlandse leiding aan een vredesoperatie hebben deelgenomen.

## Instelling van de onderscheiding
De Herinneringsmedaille Vredesoperaties is op 23 maart 2001 ingesteld ter vervanging van de Herinneringsmedaille VN-Vredesoperaties en de Herinneringsmedaille Multinationale Vredesoperaties, die met ingang van die datum niet meer werden toegekend. Tot aan de instelling van de Herinneringsmedaille Vredesoperaties kregen deelnemers aan internationale vredesoperaties de Herinneringsmedaille VN-Vredesoperaties of de Herinneringsmedaille Multinationale Vredesoperaties, die per operatie steeds een verschillend lint hadden. Zo droegen militairen die aan verschillende vredesoperaties hadden deelgenomen meerdere keren dezelfde medaille aan verschillende linten. De instelling van de Herinneringsmedaille Vredesoperaties maakte hieraan een einde, voortaan werd deelname aan afzonderlijke vredesoperaties aangegeven door middel van een zogenaamde "gesp" (een metalen balkje) met de naam van de vredesoperatie. Deze gesp wordt op het lint van de onderscheiding bevestigd.
Het instellingsbesluit van de Herinneringsmedaille Vredesoperaties definieert een vredesoperatie als "inzet of ter beschikking stellen van de krijgsmacht als bedoeld in artikel 100, eerste lid, van de Grondwet, ter handhaving of bevordering van de vrede". Voor operaties die niet onder deze definitie van “vredesoperatie” vallen, zoals operaties in het kader van de algemene verdedigingstaak en artikel 5 van het Noord-Atlantisch Verdrag en operaties in het kader van humanitaire hulpverlening, zijn respectievelijk het Kruis voor Recht en Vrijheid en de Herinneringsmedaille voor Humanitaire Hulpverlening bij Rampen ingesteld. Deze herinneringsmedailles kennen eigen gespen.

## Toekenningscriteria
De Herinneringsmedaille Vredesoperaties wordt toegekend aan deelnemers van vredesoperaties die ten minste 30 dagen onafgebroken aan een vredesoperatie hebben deelgenomen en bij hun deelname "in alle opzichten een goede plichtsbetrachting en een goed gedrag hebben betoond". In principe wordt bij elke nieuwe deelname aan een vredesoperatie (ook bij herhaalde deelname aan dezelfde missie) de medaille opnieuw toegekend. Neemt men meerdere malen aan dezelfde vredesoperatie deel, dan wordt dit door middel van een cijfer op de "gesp" aangegeven. De decorandus ontvangt bij toekenning behalve de versierselen (de medaille en/of gesp) ook een oorkonde.
Op 26 juni 2013 tekende Koning Willem-Alexander het KB waardoor de Herinneringsmedaille ook kan worden toegekend voor civiele missies ten behoeve van de handhaving of bevordering van de vrede. Ook kunnen, als gevolg van dit KB, operaties ter verdediging of bescherming van de belangen van het Koninkrijk gelijkgesteld worden aan 'vredesoperaties' en daarmee in aanmerking komen voor toekenning van de Herinneringsmedaille Vredesoperaties.

## Naamswijziging
Op 1 juli 2016 werd de naam Herinneringsmedaille Vredesoperaties vervangen door Herinneringsmedaille Internationale Missies. De term «vredesoperaties» deed geen recht aan de missies waarin men zich in feite in oorlogsgebied bevindt en in het hoogste geweldsspectrum wordt opgetreden. Daarom werd besloten tot het geven van een nieuwe, passende naam aan de herinneringsmedaille.
De Herinneringsmedaille Internationale Missies dient ter herinnering aan operaties in internationaal verband waaraan door de Nederlandse krijgsmacht, politie of anderen is deelgenomen.

## Gespen
Door de jarenlange deelname van Nederland aan verschillende vredesoperaties is er intussen een groot aantal gespen ingesteld en toegekend. Er worden nog regelmatig nieuwe gespen ingesteld voor nieuwe operaties/missies.
De Herinneringsmedaille Vredesoperaties kent de volgende gespen:
| Gesp                     | Jaar van instelling | Operatie/vredesmacht | Operatiegebied |
| ------------------------ | ------------------- | --- | --- |
| UNMEE-DJIBOUTI           | 2001                | United Nations Mission in Ethiopia and Eritrea and Djibouti (UNMEE)                                                                                   | Ethiopië, Eritrea en Djibouti |
| UNFICYP                  | 2001                | United Nations Pease-Keeping Force in Cyprus (UNFICYP)                                                                                                | Cyprus |
| UNTSO                    | 2001                | United Nations Truce Supervision Organisation (UNTSO)                                                                                                 | Israël, Libanon, Syrië en Egypte |
| UNIPTF                   | 2001                | United Nations Police Task Force (UNIPTF) | Bosnië en Herzegovina |
| UNMIBH                   | 2001                | United Nations Mission in Bosnia and Herzegovina (UNMIBH)                                                                                             | Bosnië en Herzegovina |
| WEU MAPE                 | 2001                | WEU operatie Multinational Police Element | Albanië |
| EUMM                     | 2001                | European Union Monitor Mission | Balkan-staten |
| OVSE ALBANIË             | 2001                | OVSE operaties in Albanië | Albanië |
| OVSE MOLDAVIË            | 2001                | OVSE operaties in Moldavië | Moldavië |
| SFOR                     | 2001                | Stabilization Force | Bosnië en Herzegovina |
| KFOR                     | 2001                | Kosovo Force | Kosovo |
| MIF                      | 2001                | Multinational Interception Force | Perzische Golf |
| FEDMAC                   | 2001                | Deelname aan een Federation Mine Action Center | Voormalig Joegoslavië |
| BALKAN LUCHTOPERATIES    | 2001                | NAVO luchtoperaties ter ondersteunig van operaties "Joint Forge" en "Joint Guardian"                                                                  | Luchtruim boven voormalig Joegoslavië en de Adriatische Zee, ondersteuning vanuit Italië                                                                                      |
| ESSENTIAL HARVEST        | 2002                | NAVO operatie Essential Harvest | Macedonië |
| ECPA                     | 2002                | European Community Police Assistance Project in Albania                                                                                               | Albanië |
| OVSE MACEDONIË           | 2002                | OVSE operaties in Macedonië | Macedonië |
| ISAF                     | 2002                | International Security Assistance Force | Afghanistan, ondersteuning vanuit Oezbekistan |
| ENDURING FREEDOM         | 2002                | Enduring Freedom | Ter zee: Rode Zee, Arabische Zee, Golf van Aden, Golf van Oman en de Perzische Golf, grondgebied en luchtruim van Arabisch Schiereiland, Oezbekistan, Kirgizië en Afghanistan |
| AMBER FOX                | 2002                | NAVO operatie Amber Fox | Macedonië |
| EUPM                     | 2003                | European Union Police Mission | Bosnië en Herzegowina (vanaf 2002) en Macedonië (vanaf 2003) |
| LUCHTVERDEDIGING TURKIJE | 2003                | Nederlandse operatie Tulip Guardian (8 februari - 4 maart 2003) of NAVO operatie Display Deterrence (vanaf 4 maart 2003) in Turkije n.a.v. Irakoorlog | Turkije |
| MINE ACTION CENTER       | 2003                | Deelname aan een Mine Action Center (vanaf september 2002), waar ook ter wereld                                                                       | Wereldwijd |
| EU OPERATIE CONCORDIA    | 2003                | EU Operation Concordia (vanaf maart 2003) | Macedonië |
| STABILIZATION FORCE IRAK | 2003                | Stabilisation Force Iraq (vanaf 25 juni 2003) | Irak |
| UNMIL                    | 2005                | United Nations Mission in Liberia (UNMIL) | Liberia |
| SFOR/EUFOR               | 2005                | Operatie in Bosnië ten tijde van overdracht SFOR naar EUFOR (2 september 2004)                                                                        | Bosnië en Herzegowina |
| EUFOR                    | 2005                | European Force in Bosnia and Herzegovina (EUFOR) | Bosnië en Herzegowina |
| VN OPERATIES             | 2005                | Diverse operaties van de Verenigde Naties: | zie hieronder: |
|                          |                     | Opération des Nations Unies au Burundi (ONUB) | Burundi |
|                          |                     | United Nations Advance Mission in Sudan (UNAMIS) | Soedan |
|                          |                     | United Nations Word Food Programme Mission (UNWFP) | Irak & Jordanië |
|                          |                     | Mission d’Organisation des Nations Unies en Républiquie démoctratique du Congo (MONUC)                                                                | Congo-Kinshasa |
|                          |                     | United Nations Mission in Sudan (UNMIS) | Soedan |
|                          |                     | United Nations Interim Force In Lebanon | Libanon (vanaf 2007) |
| NAVO OPERATIES           | 2005                | Diverse operaties van de NAVO: | zie hieronder: |
|                          |                     | NATO Training Implementatino Mission-Iraq (NTIM-I) | Irak |
|                          |                     | NATO Traing Mission-Iraq (NTM-I) | Irak |
| EU OPERATIES             | 2005                | Diverse missies van de Europese Unie: | zie hieronder: |
|                          |                     | EUPOL Kinshasa | Congo-Kinshasa |
|                          |                     | Aceh Monitorinig Mission (AMM) | Atjeh, Indonesië |
|                          |                     | Border Assistance Mission (EUBAM) | Israëlisch/Palestijns grondgebied |
|                          |                     | EU Security Mission (UESEC) | Congo-Kinshasa |
|                          |                     | EU Security-Financial Mission (EUSEC-FIN) | Congo-Kinshasa |
|                          |                     | EUFOR DRC missie (vanaf mei 2006) | Congo-Kinshasa en Gabon |
| OVSE MISSIES             | 2005                | Diverse missies van de OVSE: | zie hieronder: |
|                          |                     | Kosovo Police Service School (vanaf september 2001)                                                                                                   | Kosovo |
|                          |                     | Opleidingsmissie in Servië en Montenegro (vanaf 2003)                                                                                                 | Servië en Montenegro |
| MULTINATIONALE OPERATIES | 2006                | Diverse operaties: | zie hieronder: |
|                          |                     | African Union Mission in Sudan (AMIS) | Soedan |
|                          |                     | International Mililtary Advisory Team in Sudan (IMAT)                                                                                                 | Soedan |

## Trivia
Sinds 2006 wordt door verschillende personen en organisaties geappelleerd aan het ten onrechte toekennen van de Herinneringsmedaille Vredesoperaties voor operaties die niet voldoen aan de, in het instellingsbesluit opgenomen, toekenningseisen.
De aanvulling op de toekenningsgronden van 26 juni 2013, is door een aantal vakbonden van militairen negatief ontvangen.  
Zij zijn van mening dat hiermee het onderscheidend vermogen van de Herinneringsmedaille Vredesoperaties, en daarmee de 'erkenning en waardering namens de Nederlandse Overheid' voor de buitengewone omstandigheden waaronder militairen (en in voorkomend geval burgers) tijdens militaire inzet ter handhaving en bevordering van de vrede, is komen te vervallen.  